# فات برينسيس
فات برينسيس (بالإنجليزية: Fat Princess)‏، هي لعبة فيديو إلكترونية من نوع حلبة جماعية عن طريق الإنترنت، صدرت في الأسواق سنة 2009م لنظام بلاي ستيشن 3، صدرت لنظام بلاي ستيشن بورتبل المحمولة بعد عام.